# Taylor Armstrong

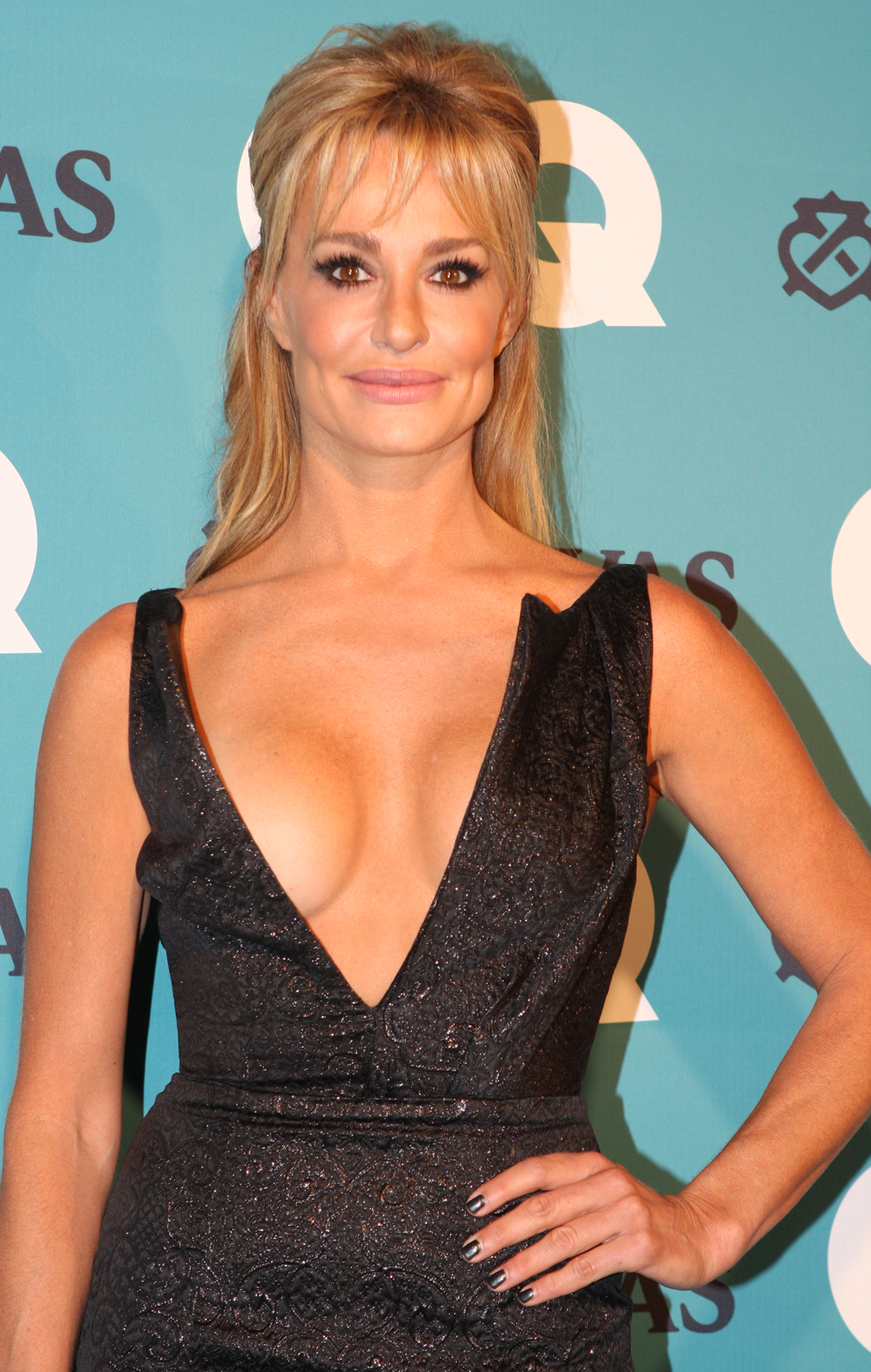
Taylor Armstrong

Taylor Armstrong, ursprungligen Shana Lynette Hughes, född 10 juni 1971 i Independence, Kansas, är en amerikansk TV-personlighet som har medverkat i serien The Real Housewives of Beverly Hills. Hon har även skrivit en memoarboken Hiding from Reality: My Story of Love, Loss, and Finding the Courage Within. 